# 티아넵틴
티아넵틴(Tianeptine, 상품명으로 '스타브론' 등이 사용된다)은 국내 업체인 제일약품에서 생산하는 항우울제이다.

## 작용 기전
티아넵틴은 글루타메이트 조절제로 과활성화된 HPA 축에 의한 글루타메이트를 정상화시켜 신경가소성을 회복시키는 기전의 항우울제이다. 전형적인 삼환계 항우울제(TCA)와는 달리, AMPA, NMDA 수용체 및 아편 수용체에도 작용하여 항불안, 항경련, 진통작용을 가진다. 기존 세로토닌과 노르에피네프린 등에 작용하는 기존 항우울제와 다른 기전으로 작용한다. 긴장, 고통, 통증을 유발하는 신경전달물질인 글루타메이트를 줄여주는 역할을 하므로, 우울증 완화 뿐만 아니라 불안 장애 완화 효과도 동시에 가지고 있다.
더욱이, 노인성 우울 장애 완화는 물론 인지기능개선에 도움돼 치매 및 기억력 저하를 예방하여, 집중인지장애에 효과적인 약물로 판단되어, 임상적으로 가장 효과적인 약제로 입증되었다.